# Lena Kesting

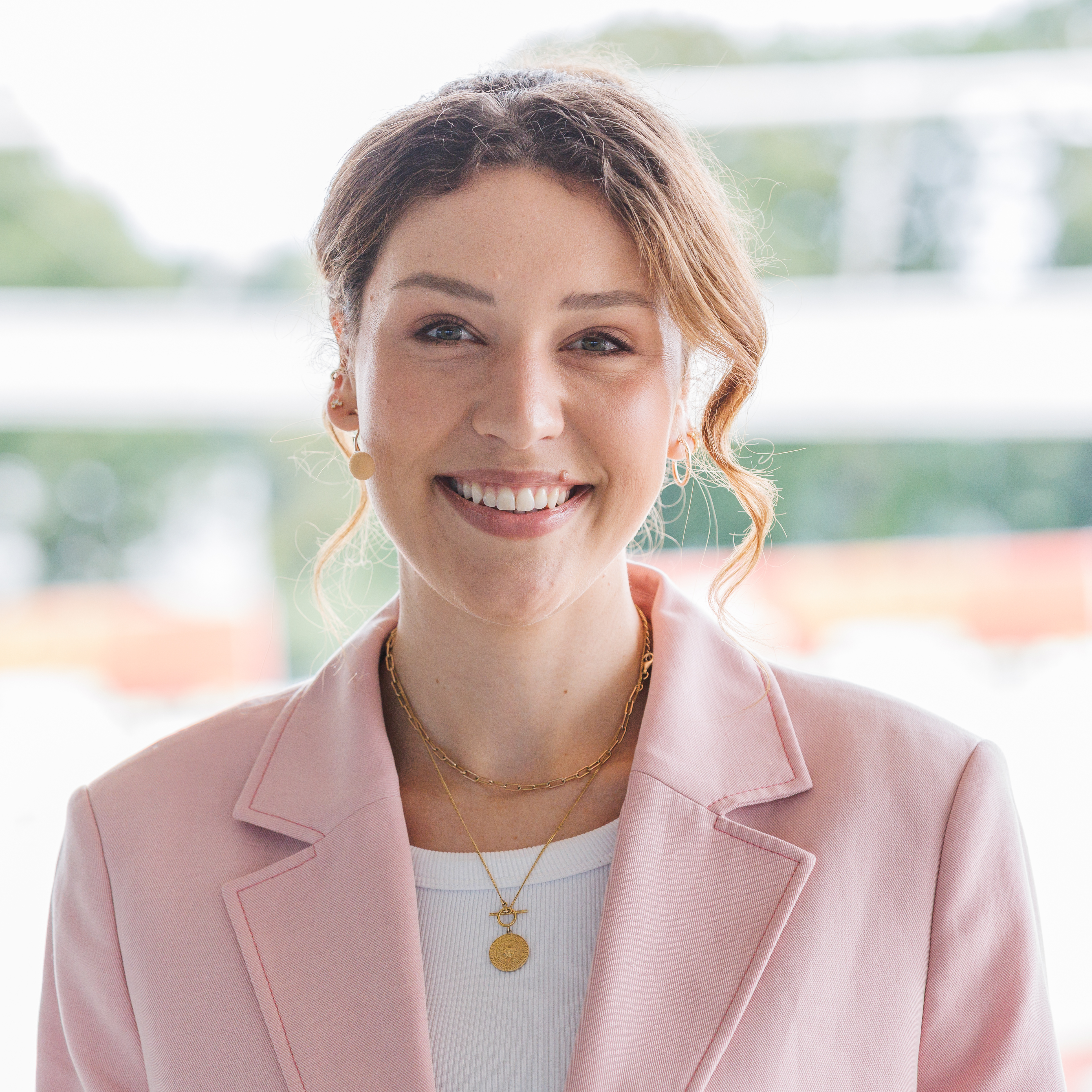
Lena Kesting (2025)

Lena Kesting (* 20. März 1994 in Viersen) ist eine deutsche Journalistin und Fernsehmoderatorin.

## Biografie
Lena Kesting betrieb von 2005 bis 2012 Schwimmen als Leistungssport, zunächst für die Freien Schwimmer Wegberg 1993, ab 2010 für die SG Mönchengladbach. Ihr Abitur machte sie 2012 am Maximilian-Kolbe-Gymnasium im nordrhein-westfälischen Wegberg. Von 2012 bis 2016 studierte sie Sportjournalismus an der Kölner Macromedia Hochschule für Medien und Kommunikation. Von 2015 bis 2017 war sie als Hospitantin und studentische Hilfskraft in der ZDF-Sportredaktion tätig, anschließend absolvierte sie bis 2019 ein Volontariat bei Sat.1-NRW und moderierte für diesen Sender. Ab 2019 war sie TV- und Online-Redakteurin in der ZDF-Sportredaktion sowie Reporterin beim Hessischen Rundfunk in den Studios Kassel und Frankfurt am Main.
Seit September 2020 moderiert Kesting den Sport im ZDF-Morgenmagazin. 2021 berichtete sie für das ZDF live von den Schwimmwettbewerben der Olympischen Spiele in Tokio und 2022 vom Rodeln der Olympischen Winterspiele aus Peking. Auch bei der Fußball-EM der Frauen 2022 in England war sie im Einsatz. In der Saison 2022/23 moderierte sie den Ski-Weltcup und die Ski-WM gemeinsam mit Marco Büchel. Am 17. Dezember 2023 moderierte Kesting gemeinsam mit Sven Voss die Gala zur Ernennung des Sportlers des Jahres. Im Sommer 2024 berichtete sie von den Schwimmwettbewerben bei den Olympischen Spielen in Paris. Im Dezember 2024 moderierte sie erneut die Gala zur Ernennung des Sportlers des Jahres.